# Hilfe, die Amis kommen
Hilfe, die Amis kommen (Originaltitel National Lampoon’s European Vacation) ist eine US-amerikanische Filmkomödie von Amy Heckerling aus dem Jahr 1985. Es handelt sich um eine Fortsetzung von Die schrillen Vier auf Achse aus dem Jahr 1983. Chevy Chase und Beverly D’Angelo sind wiederum in den Rollen von Clark Wilhelm und Ellen Griswold besetzt, deren Kinder Audrey und Rusty werden diesmal von Dana Hill und Jason Lively verkörpert.

## Handlung
Die Chaos-Familie Griswald aus Chicago – bestehend aus „Übervater“ Clark, der naiven Mutter Ellen, dem frühreifen Sohn Rusty und der liebeskranken Tochter Audrey – gewinnen in der Gameshow „A Pig in a Poke“ eine Rundreise durch Europa. Die haarsträubende Reise nimmt ihren Anfang in London, wo die Familie in einer billigen Absteige, statt des versprochenen Luxushotels, landet. Während Ellen mit geschlossenen Augen in der Badewanne des Gemeinschaftsbads des Hotels irrtümlich einen anderen Gast zum gemeinsamen Baden animiert, landet Clark im Bett einer anderen Frau, weil es im Hotel keine Zimmernummern zu geben scheint. Audrey, die ihren Freund Jack in Chicago zurücklassen musste, führt stundenlange Telefongespräche nach Übersee. Rusty kann sich derweil nicht zwischen vier verschiedenen Fernsehprogrammen entscheiden, die alle dasselbe Thema haben: die Herstellung von Käse.
Am nächsten Morgen unternehmen die Griswalds einen Ausflug im Mietwagen und scheitern erwartungsgemäß am englischen Linksverkehr. Trotz der Blechschäden bleiben die Einheimischen übermäßig freundlich und entschuldigen sich ihrerseits für den Unfall, an dem eindeutig Clark schuld ist. Der Ausflug wird weiterhin verzögert, als Clark in einem englischen Kreisverkehr versucht, die richtige Ausfahrt zu erwischen. Der Tag endet schließlich mit einem halb wahnsinnigen Clark am Steuer, dem es auch nach mehreren Stunden nicht gelungen ist, dem Kreisverkehr zu entfliehen. Als die Familie am nächsten Morgen aus dem Hotel auschecken will, trifft Vater Clark fast der Schlag angesichts der hohen, durch Audrey verursachten Telefonrechnung. Die letzte Station in England ist Stonehenge – auch hier hinterlässt die Familie Griswald unwissentlich ihre Spuren: Sie bringt mit ihrem Mietwagen das seit Tausenden von Jahren bestehende Monument zu Fall.
In Paris haben die Griswalds mehr Glück mit ihrem Hotel, aber nicht mit den Franzosen, die sich über die amerikanischen Touristen auf Französisch lustig machen. Die Griswalds sind jedoch von der vermeintlichen Freundlichkeit der Franzosen ganz hingerissen. Vor einem Brunnen in Paris bittet Clark einen französischen Passanten darum, ihn und seine Familie zu filmen, und übergibt ihm seine Videokamera. Der Franzose macht sich aber mit dieser aus dem Staub. Der Verlust wäre sicher zu verschmerzen gewesen, wenn Clark nicht vor der Abreise seine Frau Ellen bei einem Striptease gefilmt hätte. Er hatte ihr versprochen, die Aufnahme zu löschen, was er jedoch nicht tat.
Ihre nächste Station führt die Familie nach Deutschland. Hier wollen sie ihre Verwandten besuchen, die sie noch nie zuvor gesehen haben. Aus Versehen landen sie aber bei der falschen Adresse und stoßen auf ein älteres Ehepaar. Da sich die beiden Parteien aufgrund der Sprachunterschiede nicht verständigen können, klärt sich das Missverständnis nicht auf. Danach schafft es Vater Clark, sich wieder in Schwierigkeiten zu bringen. So verwandelt er ein harmloses bayerisches Volksfest in eine handfeste Schlägerei, die in einer wilden Verfolgungsjagd endet.
In Rom setzt sich der Griswald’sche Wahnsinn fort. Als sich die Familie ein Auto mieten will, gerät sie unwissentlich an einen Ganoven, der ihnen den Schlüssel zu einem Wagen gibt. Er verschweigt allerdings, dass sich im Kofferraum des Wagens das Entführungsopfer der Gauner befindet, und gibt vor, der Kofferraumschlüssel sei verloren gegangen. Da die Familie bei ihrer Verfolgungsjagd den Großteil ihres Gepäcks verloren hat, geht sie in Rom einkaufen. Auf dem Weg durch die ewige Stadt entdeckt Ellen sich auf einem riesigen Werbeplakat für einen pornografischen Film – und ihr wird klar, dass Clark das Videoband nicht wie versprochen gelöscht hat. Sie beschimpft ihn wütend und begibt sich daraufhin zurück ins Hotel. Dort trifft sie erneut auf den Ganoven und schüttet ihm ihr Herz aus. Der hat aber nichts anderes im Sinn, als den Wagen mit dem entführten Mann wiederzubekommen. Er versucht durch Annäherungsversuche aus Ellens Handtasche die Schlüssel zu stehlen, aber Ellen wird dabei klar, dass sie Clark immer noch liebt, und so stößt sie den Dieb schließlich von sich. Als dann auch noch die Polizei im Hotel erscheint, gerät der Ganove in Panik und kidnappt Ellen. Letztlich aber schafft es Clark, seine Frau zu retten, und die beiden liegen sich glücklich in den Armen. Der chaotische Urlaub ist nun zu Ende, aber selbst auf dem Rückflug in die USA schafft es Clark, Chaos zu verbreiten, und bringt die Maschine fast zum Absturz, weil er die Toilettenkabine mit dem Cockpit verwechselt und das im Sinkflug befindliche Flugzeug die Fackel der Freiheitsstatue streift.

## Produktion

### Dreharbeiten, Hintergrund
Die Szenen des Films, die in Deutschland spielen, wurden in Brixen in Südtirol, gedreht. Die Stelle, an der Clark Griswald den Fahrradfahrer (Eric Idle) anfährt, befindet sich an der Ecke Addison Ave/St. James’ Gardens in Notting Hill, London.
Dies ist der einzige Film der Serie, in dem sich der Familienname „Griswald“ anstatt „Griswold“ schreibt.
In Nebenrollen sind unter anderem Mel Smith als Hotel-Manager, Robbie Coltrane als Mann im Badezimmer, Eric Idle als Radfahrer, Willy Millowitsch und Erika Wackernagel als Clark Griswalds scheinbare Verwandte, Claudia Neidig und Moon Zappa (die Tochter von Frank Zappa) zu sehen. 
Eric Idle bringt während des Films ein Zitat aus der Filmkomödie Die Ritter der Kokosnuß. Er wird als Radfahrer von Clark Griswald angefahren. Als aus seinem Arm Blut spritzt und Clark vorschlägt, ihn in ein Krankenhaus zu fahren, stellt er fest, dass es sich nur um eine Fleischwunde handelt (im englischen Original lautet sein Satz „It’s just a flesh wound.“, hier wurde der Satz 1:1 übernommen). 

### Musik
Der Titelsong des Films Holiday Road, der am Anfang zu hören ist, stammt von Lindsey Buckingham, Mitglied der Band Fleetwood Mac. Beverly D’Angelo singt in der Striptease-Szene den Song Big Spender. Der Song Some Like It Hot, der in Rustys Disco-Traum gespielt wird, stammt von Power Station. Als die Familie den Louvre im Schnelldurchlauf besucht, erklingt Plastic Bertrand mit Ca plane pour moi.
Weitere Lieder (u. a.):
- A Town Called Malice – The Jam
- New Looks – Dr. John
- Back in America – Network

### Veröffentlichung
Der Film hatte in den Vereinigten Staaten am 26. Juli 1985 Premiere. In Australien und im Vereinigten Königreich wurde er im Januar 1986 veröffentlicht, in Irland und Uruguay im Februar 1986. Weitere Veröffentlichungen im Jahr 1986 erfolgten in Schweden, Kolumbien, Mexiko, in den Niederlanden, in Spanien, Finnland, Frankreich, Portugal, Italien, Brasilien und in Dänemark. In Indien wurde der Film 1987 veröffentlicht, in Kanada und Singapur 2002, in Griechenland 2006, in den Vereinigten Arabischen Emiraten 2010 und in Polen 2022. In der Bundesrepublik Deutschland kam der Film am 3. Juli 1986 in die Kinos.
Veröffentlicht wurde der Film zudem in Argentinien, Bulgarien, Kroatien, in der Tschechischen Republik, Griechenland, Ungarn, Italien, Japan, Litauen, Norwegen, Peru, auf den Philippinen, Rumänien, Russland, Serbien, Slowenien, Südafrika, in der Sowjetunion und in der Türkei.  
Die Komödie spielte in den US-Kinos 49,4 Millionen Dollar ein.

## Rezeption
Hilfe, die Amis kommen erhielt ein eher schlechtes Presseecho, was sich auch in den Auswertungen US-amerikanischer Aggregatoren widerspiegelt. So erfasst Rotten Tomatoes überwiegend kritische Besprechungen und ordnet den Film dementsprechend als „Gammelig“ ein. Laut Metacritic fallen die Bewertungen im Mittel „Durchwachsen oder Durchschnittlich“ aus.
Janet Maslin schrieb in der New York Times vom 27. Juli 1985, dass der Film seine Gags auf den klischeehaften Vorstellungen über  Ausländer aufbaue.
Das Lexikon des internationalen Films beschreibt den Film als „fröhliche[n] Klamauk ohne geistige und formale Ansprüche“, der jedoch „recht flott und einfallsreich inszeniert“ sei. Weiterhin heißt es, dass das, was „für Amerikaner eine Satire über die Klischees ihres Europa-Bildes sein mag, […] für Europäer freilich nur bedingt amüsant“ sei.
Jason Lively wurde 1986 für den Young Artist Award nominiert.